# Bătălia de pe râul Boarn
Bătălia de pe Boarn (neerlandeză Slag aan de Boorne) a fost o bătălie între francii conduși de Charles Martel și frizonii regelui Poppo în 734, în apropriere de gura de vărsare a râului Boarn din provincia olandeză, Friesland.
În 734 majordomul Charles Martel în fruntea unei armate a invadat Friesland într-o campanie care a fost parte dintr-o serie de războaie în desfășurare și ciocniri între franci și frizoni. Marșăluind de-a lungul râului Boarn, armată francă a ajuns la gura de vărsare a râului, care a susținut agricultura pentru secolele X-XIV.
Frizonii conduși de regele Poppo au folosit bărci pentru a-și transporta armata și a-i surprinde pe franci. Cu toate acestea, armata frizonă a fost învinsă și Poppo ucis. Francii au preluat controlul asupra terenurilor Frisiei de Vest de la estuarul Lauwers, iar frizonii au devenit vasali ai francilor, cu excepția notabilă a triburilor care trăiesc în Frisia Orientală, în prezent Germania.